# Charles Hallahan
Charles John Hallahan (* 29. Juli 1943 in Philadelphia, Pennsylvania, USA; † 25. November 1997 in Los Angeles, Kalifornien) war ein US-amerikanischer Film- und Theaterschauspieler.

## Leben
Charles Hallahan, der irische Vorfahren hatte, wuchs in Philadelphia auf, und graduierte 1971 an der Rutgers University in New Jersey. Nur ein Jahr später, 1972, erlangte er sein Diplom in Theaterwissenschaften an der Temple University. Nach fünf Jahren, die er in kleineren Theatern auf der Bühne gestanden hatte, zog Hallahan 1977 nach Los Angeles, um dort seine Schauspielkarriere zu beginnen. Bereits 1972 stand er in der Theaterverfilmung Cyrano de Bergerac erstmals vor der Kamera.
Hallahans Karriere war bis auf wenige Ausnahmen auf Gastauftritte in Fernsehserien begrenzt. Eine seiner markantesten Fernsehrollen war die des Captains Charles Devane in der Krimiserie Hunter, die er in 110 Episoden, zwischen 1986 und 1991, verkörperte. Darüber hinaus konnte er von 1993 bis 1994 für 14 Episoden der Serie Grace verpflichtet werden. 1982 in der Rolle des Norris im Science-Fiction-Film The Thing und 1997 in der Rolle des Dr. Dreyfus im Katastrophenfilm Dante’s Peak sollten wohl seine bekanntesten Kinoauftritte sein.
Es sollte einer seiner letzten Auftritte vor der Kamera sein, da er im November 1997, im Alter von 54 Jahren, einem Herzinfarkt erlag. Kurz zuvor war ihm ein Gastauftritt in der Fernsehserie Star Trek: Deep Space Nine offeriert worden, den nun Nick Tate übernahm. Sein Leichnam wurde eingeäschert und die Asche in den Hafen von Cobh (Irland) verstreut.
Er hinterließ seine Frau Barbara Gryboski, mit der er seit dem 21. Mai 1983 verheiratet war, und ihre beiden gemeinsamen Kinder.

## Filmografie (Auswahl)
- 1979: Die Rentner-Gang (Going in Style)
- 1980: Hart aber herzlich (Hart to Hart, Fernsehserie, Folge 1x13: Mit Degen und Revolver)
- 1981: M*A*S*H (M*A*S*H, Fernsehserie, Folge 9x9: Der große Reinfall)
- 1982: Das Ding aus einer anderen Welt (The Thing)
- 1983: Unheimliche Schattenlichter (Twilight Zone: The Movie)
- 1985: Crazy for You (Vision Quest)
- 1985: Pale Rider – Der namenlose Reiter (Pale Rider)
- 1986–1991: Hunter (Fernsehserie)
- 1993: Wild Palms (Fernsehserie)
- 1993: Warlock – Satans Sohn kehrt zurück (Warlock: The Armageddon)
- 1996: Tödliche Verschwörung (The Rich Man’s Wife)
- 1996: The Fan
- 1996: Einsame Entscheidung (Executive Decision)
- 1997: Dante’s Peak
- 1998: Ambushed – Dunkle Rituale (Ambushed)